# 1987年の富士グランチャンピオンレース
1987年の富士グランチャンピオンレースは、1987年（昭和62年）3月28日 - 29日に開幕し、同年10月17日 - 18日に閉幕した全4戦によるシリーズである。

## 開催カレンダー及び勝者
| 開催日        | 開催地 | イベント名                   | 優勝 | 優勝                          | PP | PP                                               |
| 開催日        | 開催地 | イベント名                   | #    | ドライバー - 車名 - 周回数    | #  | ドライバー - 車名 - タイム                       |
| 3月28日-29日  | 富士   | 富士スーパースピードレース   | 19   | 星野一義 LEYTONHOUSE 86S 45周 | 19 | 星野一義 LEYTONHOUSE 86S 1分18秒123              |
| 6月7日-8日    | 富士   | 富士グランスピードレース     | 8    | 松本恵二 CABIN 86S 40周       | 8  | 松本恵二 CABIN 86S 1分19秒133                    |
| 9月6日-7日    | 富士   | 富士インタースピードレース   | 19   | 星野一義 LEYTONHOUSE 86S 45周 | 5  | 長谷見昌弘 佐川急便スピードスター 86S 1分22秒545 |
| 10月18日-19日 | 富士   | 富士マスターズスピードレース | 19   | 星野一義 LEYTONHOUSE 86S 40周 | 19 | 星野一義 LEYTONHOUSE 86S 1分25秒425              |